# Transitvervoer
Transitvervoer of ook wel douanevervoer is een begrip uit het beroepsvervoer, waarbij douaneplichtige goederen van één plaats binnen een vrijhandelsgebied (bijvoorbeeld de EU en de EVA) naar een andere plaats in datzelfde handelsgebied vervoerd worden. Het begrip moet niet worden verward met transitovervoer, waarbij een land doorkruist wordt zonder daar te laden en te lossen.
Bij het verrichten van transitvervoer binnen de EU en de EVA is altijd een douanedocument vereist, het Begeleidingsdocument A, dat altijd bij de goederen aanwezig moet zijn.